# Lutkelaard
Lutkelaard of Lutke Laard (Fries: Lytse Leard) is een veldnaam en voormalige buurtschap in de gemeente Noardeast-Fryslân, in de Nederlandse provincie Friesland. Lutkelaard ligt tussen Hantum en Hiaure. De streek ligt aan de Lytse Leasterdyk en bestaat uit enkele boerderijen en aan de westkant van de Hantumervaart.

## Geschiedenis
De oudste vermelding van Lutkelaard is hoogstwaarschijnlijk in de 9e eeuw, toen het vermeld werd als Lanfurt. Deze benaming werd opgeschreven door een monnik van het Duitse klooster Fulda, toen het gebied verkregen was door het klooster. 
In ieder geval werd de plaats in het Fries in 1511 vermeld als Littzie laert. In het Nederlands werd het in 1543 dan weer aangehaald als Lutke Laertz, in 1664 als Lutke Leer en in de 18e en 19e eeuw als Lutke Laard. De moderne plaatsnaam verwijst mogelijk naar het feit dat het een klein (Lutke) land was.
Ten noorden van de plaats zou nog een andere terp gelegen hebben, die onbewoond was.
Steden, dorpen en gehuchten: Aalsum · Anjum · Augsbuurt · Birdaard · Blija · Bornwird · Brantgum · Burum · Dokkum · Ee · Engwierum · Ferwerd · Foudgum · Genum · Hallum · Hantum · Hantumeruitburen · Hantumhuizen · Hiaure · Hogebeintum · Holwerd · Janum · Jislum · Jouswier · Kollum · Kollumerpomp · Kollumerzwaag · Lichtaard · Lioessens · Marrum · Metslawier · Munnekezijl · Moddergat · Morra · Nes · Niawier · Oosternijkerk · Oostmahorn · Oostrum · Oudwoude · Paesens · Raard · Reitsum · Ternaard · Triemen · Veenklooster · Waaxens · Wanswerd · Warfstermolen · Westergeest · Wetsens · Wierum · Zwagerbosch

Buurtschappen: Abbewier · Bartlehiem (deels) · Beintemahuis · Betterwird · Bollingawier · Bonte Hond · Bornwirdhuizen · Boteburen · Brandeburen · De Dellen · De Keegen · De Kolk · De Leegte · De Rijp · De Wirden · De Schans · Dijkshorne · Dokkumer Nieuwe Zijlen · Drieboerehuizen · Ezumazijl · Groot Medhuizen · Halfweg · Hallumerhoek · Hanenburg · Hantumerhoek · Huis ter Noord · Kettingwier · Klein Medhuizen · Kletterbuurt · Kollumeroudzijl · Krabburen · Laagland · Lutkewier · Molenbuurt · Nieuwland · Oudeterp · Oudwouderzijlen · Reidswal · Scharnehuizen · Stiem · Teerd · Teijeburen · Tergracht (deels) · Ter Lune · Tibma · Tilburen · Tiltjeburen · Vaardeburen · Veldburen · Vijfhuizen (Hallum) · Vijfhuizen (Ternaard) · Visbuurt · Weerdeburen · Westerburen · Westernijkerk · Wie · Wijgeest · Zevenhuizen

Streken: 't Schoor · Galilea · It Paradyske · Lutkelaard · Sibrandahuis · Steenharst · Steenvak · Wildpad (deels) · Zandbulten · Zwagerveen

Friesland: Steden en dorpen      Nederland: Provincies · Gemeenten